# The Klaxon (album)
The Klaxon è il sesto album di inediti del gruppo musicale inglese And Also the Trees, pubblicato nel 1993.

## Tracce
1. Sickness divine
2. The soul driver
3. Jonny Lexington
4. Sunrise
5. Dialogue
6. Wooden leg
7. The Dutchman
8. Bullet head
9. The flatlands